# Mistrovství Evropy ve fotbale 1968 (soupisky)
Soupisky Mistrovství Evropy ve fotbale 1968:
| Zlato             | Stříbro               | Bronz             |
| ----------------- | --------------------- | ----------------- |
| Itálie • Soupiska | Jugoslávie • Soupiska | Anglie • Soupiska |

## Anglie
Hlavní trenér: Alf Ramsey

| Jméno          | Datum narození     | Datum úmrtí                        | Klub                 |          |
| Brankáři       | Brankáři           | Brankáři                           | Brankáři             | Brankáři |
| -------------- | ------------------ | ---------------------------------- | -------------------- | -------- |
| Gordon Banks   | 30. prosince 1937  | 12. února 2019 (ve věku 81 let)    | Stoke City FC        |          |
| Alex Stepney   | 18. září 1942      |                                    | Manchester United FC |          |
| Gordon West    | 24. dubna 1943     | 10. června 2012 (ve věku 69 let)   | Everton FC           |          |
| Obránci        |                    |                                    |                      |          |
| Keith Newton   | 23. června 1941    | 16. června 1998 (ve věku 56 let)   | Blackburn Rovers FC  |          |
| Ray Wilson     | 17. prosince 1934  | 15. května 2018 (ve věku 83 let)   | Everton FC           |          |
| Brian Labone   | 23. ledna 1940     | 24. dubna 2006 (ve věku 66 let)    | Everton FC           |          |
| Bobby Moore –  | 12. dubna 1941     | 24. února 1993 (ve věku 51 let)    | West Ham United FC   |          |
| Jack Charlton  | 8. května 1935     | 10. července 2020 (ve věku 85 let) | Leeds United FC      |          |
| Tommy Wright   | 21. října 1944     |                                    | Everton FC           |          |
| Norman Hunter  | 29. října 1943     | 17. dubna 2020 (ve věku 76 let)    | Leeds United FC      |          |
| Záložníci      |                    |                                    |                      |          |
| Alan Mullery   | 23. listopadu 1941 |                                    | Tottenham Hotspur FC |          |
| Alan Ball      | 12. května 1945    | 25. dubna 2007 (ve věku 61 let)    | Everton FC           |          |
| Bobby Charlton | 11. října 1937     | 21. října 2023 (ve věku 86 let)    | Manchester United FC |          |
| Martin Peters  | 8. listopadu 1943  | 21. prosince 2019 (ve věku 76 let) | West Ham United FC   |          |
| Nobby Stiles   | 18. května 1942    | 30. října 2020 (ve věku 78 let)    | Manchester United FC |          |
| Cyril Knowles  | 13. července 1944  | 30. srpna 1991 (ve věku 47 let)    | Tottenham Hotspur FC |          |
| Colin Bell     | 26. února 1946     | 5. ledna 2021 (ve věku 74 let)     | Manchester City FC   |          |
| Útočníci       |                    |                                    |                      |          |
| Roger Hunt     | 20. července 1938  | 27. září 2021 (ve věku 83 let)     | Liverpool FC         |          |
| Geoff Hurst    | 8. prosince 1941   |                                    | West Ham United FC   |          |
| Mike Summerbee | 15. prosince 1942  |                                    | Manchester City FC   |          |
| Jimmy Greaves  | 20. února 1940     | 19. září 2021 (ve věku 81 let)     | Tottenham Hotspur FC |          |
| Peter Thompson | 27. listopadu 1942 | 30. prosince 2018 (ve věku 76 let) | Liverpool FC         |          |

## Itálie
Hlavní trenér: Ferruccio Valcareggi

| Jméno                | Datum narození     | Datum úmrtí                        | Klub                |          |
| Brankáři             | Brankáři           | Brankáři                           | Brankáři            | Brankáři |
| -------------------- | ------------------ | ---------------------------------- | ------------------- | -------- |
| Enrico Albertosi     | 2. listopadu 1939  |                                    | ACF Fiorentina      |          |
| Lido Vieri           | 16. července 1939  |                                    | Turín FC            |          |
| Dino Zoff            | 28. února 1942     |                                    | SSC Neapol          |          |
| Obránci              |                    |                                    |                     |          |
| Angelo Anquilletti   | 25. dubna 1943     | 9. ledna 2015 (ve věku 71 let)     | AC Milán            |          |
| Giancarlo Bercellino | 9. října 1941      |                                    | Juventus FC         |          |
| Tarcisio Burgnich    | 25. dubna 1939     | 26. května 2021 (ve věku 82 let)   | Inter Milán         |          |
| Ernesto Castano      | 2. května 1939     | 5. ledna 2023 (ve věku 83 let)     | Juventus FC         |          |
| Giacinto Facchetti – | 18. července 1942  | 4. září 2006 (ve věku 64 let)      | Inter Milán         |          |
| Roberto Rosato       | 18. srpna 1943     | 20. června 2010 (ve věku 66 let)   | AC Milán            |          |
| Sandro Salvadore     | 29. listopadu 1939 | 4. ledna 2007 (ve věku 67 let)     | Juventus FC         |          |
| Záložníci            |                    |                                    |                     |          |
| Giancarlo De Sisti   | 13. března 1943    |                                    | ACF Fiorentina      |          |
| Giorgio Ferrini      | 18. srpna 1939     | 8. listopadu 1976 (ve věku 37 let) | Turín FC            |          |
| Aristide Guarneri    | 7. března 1938     |                                    | Bologna FC 1909     |          |
| Antonio Juliano      | 26. prosince 1942  | 13. prosince 2023 (ve věku 80 let) | SSC Neapol          |          |
| Giovanni Lodetti     | 10. srpna 1942     |                                    | AC Milán            |          |
| Gianni Rivera        | 18. srpna 1943     |                                    | AC Milán            |          |
| Útočníci             |                    |                                    |                     |          |
| Pietro Anastasi      | 7. dubna 1948      | 17. ledna 2020 (ve věku 71 let)    | Città di Varese SSD |          |
| Giacomo Bulgarelli   | 24. října 1940     | 12. února 2009 (ve věku 68 let)    | Bologna FC 1909     |          |
| Angelo Domenghini    | 25. srpna 1941     |                                    | Inter Milán         |          |
| Sandro Mazzola       | 8. listopadu 1942  |                                    | Inter Milán         |          |
| Pierino Prati        | 13. prosince 1946  | 22. června 2020 (ve věku 73 let)   | AC Milán            |          |
| Luigi Riva           | 7. listopadu 1944  | 22. ledna 2024 (ve věku 79 let)    | Cagliari Calcio     |          |

## Sovětský svaz
Hlavní trenér: Michail Jakušin

| Jméno                | Datum narození    | Datum úmrtí                         | Klub              |          |
| Brankáři             | Brankáři          | Brankáři                            | Brankáři          | Brankáři |
| -------------------- | ----------------- | ----------------------------------- | ----------------- | -------- |
| Jurij Pšeničnikov    | 2. června 1940    | 20. prosince 2019 (ve věku 79 let)  | CSKA Moskva       |          |
| Anzor Kavazašvili    | 19. července 1940 |                                     | Torpedo Moskva    |          |
| Jevhen Rudakov       | 2. ledna 1942     | 21. prosince 2011 (ve věku 69 let)  | Dynamo Kyjev      |          |
| Obránci              |                   |                                     |                   |          |
| Valentin Afonin      | 22. prosince 1939 | 2. dubna 2021 (ve věku 81 let)      | SKA Rostov        |          |
| Jurij Istomin        | 3. července 1944  | 6. února 1999 (ve věku 54 let)      | CSKA Moskva       |          |
| Volodymyr Kaplyčnyj  | 26. února 1944    | 19. dubna 2004 (ve věku 60 let)     | CSKA Moskva       |          |
| Vladimir Levčenko    | 18. února 1944    | 11. dubna 2006 (ve věku 62 let)     | Dynamo Kyjev      |          |
| Albert Šestěrňov –   | 20. června 1941   | 5. listopadu 1994 (ve věku 53 let)  | CSKA Moskva       |          |
| Gennadij Logofet     | 15. dubna 1942    | 5. prosince 2011 (ve věku 69 let)   | Spartak Moskva    |          |
| Záložníci            |                   |                                     |                   |          |
| Viktor Aničkin       | 8. prosince 1941  | 5. ledna 1975 (ve věku 33 let)      | Dynamo Moskva     |          |
| Valerij Voronin      | 17. července 1939 | 19. května 1984 (ve věku 44 let)    | Torpedo Moskva    |          |
| Volodymyr Muntjan    | 14. září 1946     |                                     | Dynamo Kyjev      |          |
| Murtaz Churcilava    | 5. ledna 1943     |                                     | FC Dinamo Tbilisi |          |
| Igor Čislenko        | 4. ledna 1939     | 22. září 1994 (ve věku 55 let)      | Dynamo Moskva     |          |
| Alexandr Leňov       | 25. září 1944     | 12. listopadu 2021 (ve věku 77 let) | Torpedo Moskva    |          |
| Kachi Asatiani       | 1. ledna 1947     | 20. listopadu 2002 (ve věku 55 let) | FC Dinamo Tbilisi |          |
| Útočníci             |                   |                                     |                   |          |
| Anatolij Baniševskij | 23. února 1946    | 10. prosince 1997 (ve věku 51 let)  | Neftçi Bakı PFK   |          |
| Anatolij Byšovec     | 23. dubna 1946    |                                     | Dynamo Kyjev      |          |
| Gennadij Jevrjužikin | 4. února 1944     | 15. března 1998 (ve věku 54 let)    | Dynamo Moskva     |          |
| Eduard Malofejev     | 2. června 1942    |                                     | Dynamo Minsk      |          |
| Givi Nodia           | 2. ledna 1948     | 7. dubna 2005 (ve věku 57 let)      | FC Dinamo Tbilisi |          |
| Nikolaj Smolnikov    | 10. března 1949   |                                     | Neftçi Bakı PFK   |          |

## Jugoslávie
Hlavní trenér: Rajko Mitić

| Jméno               | Datum narození    | Datum úmrtí                         | Klub                    |          |
| Brankáři            | Brankáři          | Brankáři                            | Brankáři                | Brankáři |
| ------------------- | ----------------- | ----------------------------------- | ----------------------- | -------- |
| Ilija Pantelić      | 2. srpna 1942     | 17. listopadu 2014 (ve věku 72 let) | FK Vojvodina Novi Sad   |          |
| Radomir Vukčević    | 15. září 1941     | 28. listopadu 2014 (ve věku 73 let) | Hajduk Split            |          |
| Ratomir Dujković    | 24. února 1946    |                                     | Crvena zvezda Bělehrad  |          |
| Obránci             |                   |                                     |                         |          |
| Mirsad Fazlagić     | 4. dubna 1943     |                                     | FK Sarajevo             |          |
| Milan Damjanović    | 15. října 1943    | 23. května 2006 (ve věku 62 let)    | Partizan Bělehrad       |          |
| Blagoje Paunović    | 4. června 1947    | 9. prosince 2014 (ve věku 67 let)   | Partizan Bělehrad       |          |
| Dragan Holcer       | 19. ledna 1945    | 23. září 2015 (ve věku 70 let)      | Hajduk Split            |          |
| Rajko Aleksić       | 19. února 1947    |                                     | FK Vojvodina Novi Sad   |          |
| Mladen Ramljak      | 1. července 1945  | 13. září 1978 (ve věku 33 let)      | Dinamo Záhřeb           |          |
| Ljubomir Mihajlović | 4. září 1943      |                                     | Partizan Bělehrad       |          |
| Záložníci           |                   |                                     |                         |          |
| Borivoje Đorđević   | 2. srpna 1948     |                                     | Partizan Bělehrad       |          |
| Ilija Petković      | 22. září 1945     | 27. června 2020 (ve věku 74 let)    | OFK Bělehrad            |          |
| Ivica Osim          | 6. května 1941    | 1. května 2022 (ve věku 80 let)     | FK Željezničar Sarajevo |          |
| Rudolf Belin        | 4. listopadu 1942 |                                     | Dinamo Záhřeb           |          |
| Miroslav Pavlović   | 23. října 1942    | 19. ledna 2004 (ve věku 61 let)     | Crvena zvezda Bělehrad  |          |
| Jovan Aćimović      | 21. června 1948   |                                     | Crvena zvezda Bělehrad  |          |
| Ivica Brzić         | 28. května 1941   | 2. června 2014 (ve věku 73 let)     | FK Vojvodina Novi Sad   |          |
| Dobrivoje Trivić    | 26. října 1943    | 26. února 2013 (ve věku 69 let)     | FK Vojvodina Novi Sad   |          |
| Útočníci            |                   |                                     |                         |          |
| Vahidin Musemić     | 29. října 1946    | 30. června 2023 (ve věku 76 let)    | FK Sarajevo             |          |
| Dragan Džajić –     | 30. května 1946   |                                     | Crvena zvezda Bělehrad  |          |
| Boško Antić         | 7. ledna 1944     | 4. prosince 2007 (ve věku 63 let)   | FK Sarajevo             |          |
| Idriz Hošić         | 17. února 1944    |                                     | Partizan Bělehrad       |          |